# 日本海夕日コンサート
日本海夕日コンサート（にほんかいゆうひコンサート）は、毎年8月に新潟市で開催される野外コンサート。

## 概要
1986年、上越新幹線開通を機に新潟市のまちづくり運動「日本海夕日キャンペーン」の一環として中央区の関屋浜で開催され、以降、毎年開催されている。1989年から開催場所が西区の青山海岸に移動。
当初は8月6日、1989年から8月10日に開催、雨天の場合は翌日開催だったが、2007年より土曜日開催に変更された。
コンサート当日は周辺道路において交通規制が行われるほか、新潟交通による臨時バスが運行される。
なお、服部克久「音楽畑5」に収録されている「夕陽」は本コンサートをモチーフに作曲されたものである。

## 歴史と出演者
| 回 | 開催年月日          | 出演者 | 備考                                         |
| -- | ------------------- | --- | -------------------------------------------- |
| 1  | 1986年8月6日        | 鼓童 中本マリ アマチュアグループ | 新潟市関屋浜で開催（1988年まで）             |
| 2  | 1987年8月6日        | 宗次郎 PEARL |                                              |
| 3  | 1988年8月6日        | 服部克久と音楽畑オーケストラ 堀内孝雄 清水綾子                                                                                       |                                              |
| 4  | 1989年8月10日〜11日 | 服部克久と音楽畑オーケストラ MALTA マリーン 松山千春 夕日の市民合唱団                                                                | この年から新潟市青山海岸で開催               |
| 5  | 1990年8月10日       | 服部克久と音楽畑オーケストラ T-SQUARE タイム・ファイブ マリーン 芹洋子 サーカス                                                      | 台風のため中止                               |
| 6  | 1991年8月10日       | 服部克久と音楽畑オーケストラ 財津和夫 松崎しげる タイムファイブ 芹洋子 ジァ・パンファン サーカス 夕日の市民合唱団                    |                                              |
| 7  | 1992年8月10日       | 服部克久と音楽畑オーケストラ 南こうせつ 由紀さおり&安田祥子 サーカス 夕日の市民合唱団                                                |                                              |
| 8  | 1993年8月10日       | 服部克久と音楽畑オーケストラ 加山雄三 大橋純子 サーカス 夕日を歌う市民合唱団にいがた                                                 |                                              |
| 9  | 1994年8月10日       | 服部克久と音楽畑オーケストラ THE BOOM ディック・リー 加藤登紀子 アイジン 我如古より子 マリベス マニアム 夕日を歌う市民合唱団にいがた |                                              |
| 10 | 1995年8月10日       | 服部克久と音楽畑オーケストラ HOUND DOG 山根康広 本田美奈子 南こうせつ サーカス 新潟市ジュニア合唱団                                  |                                              |
| 11 | 1996年8月11日       | 服部克久と音楽畑オーケストラ 柳ジョージバンド 辛島美登里 マリーン アグネス・チャン 新潟市ジュニア合唱団                              | 予定日は10日だったが雨天順延により翌日に開催 |
| 12 | 1997年8月10日       | 服部克久と音楽畑オーケストラ J-WALK 渡辺真知子 サーカス 新潟市ジュニア合唱団                                                         |                                              |
| 13 | 1998年8月10日       | 服部克久と音楽畑オーケストラ エンゾ・エンゾ SALT&SUGAR（佐藤竹善・塩谷哲） Le Couple 新潟市ジュニア合唱団                            |                                              |
| 14 | 1999年8月10日       | 服部克久と音楽畑オーケストラ 宗次郎 堀内孝雄 ブレッド&バター サーカス                                                                |                                              |
| 15 | 2000年8月10日       | 服部克久と音楽畑オーケストラ 岩崎宏美 南こうせつ 来生たかお サーカス 新潟市ジュニア合唱団                                            |                                              |
| 16 | 2001年8月10日       | 服部克久と音楽畑オーケストラ 鈴木雅之 Kiroro サーカス 新潟市ジュニア合唱団                                                           |                                              |
| 17 | 2002年8月10日       | 谷村新司 サーカス 服部克久と音楽畑オーケストラ                                                                                       |                                              |
| 18 | 2003年8月10日       | 服部克久と音楽畑オーケストラ 矢野顕子 杉山清貴 サーカス 新潟市ジュニア合唱団                                                         |                                              |
| 19 | 2004年8月10日       | 服部克久と音楽畑オーケストラ 渡辺美里 アンサンブル・プラネタ サーカス 真砂小学校6年生                                                |                                              |
| 20 | 2005年8月11日       | 服部克久と音楽畑オーケストラ 渡辺真知子 佐藤竹善 Skoop On Somebody サーカス 李波 新・新潟市こども合唱隊                              | 予定日は10日だったが雨天順延により翌日に開催 |
| 21 | 2006年8月10日       | 渡辺貞夫 ゴンチチ 河村隆一 EPO 夕日コーラスキッズ 新潟清心女子中学・高等学校の皆さん                                                 |                                              |
| 22 | 2007年8月11日       | スターダストレビュー 大江千里 元ちとせ jaja 夕日コーラスキッズ                                                                       | この年から開催日を土曜日に変更               |
| 23 | 2008年8月9日        | 平原綾香 稲垣潤一 馬場俊英 Best Partner 夕日コーラスキッズ                                                                           |                                              |
| 24 | 2009年8月8日        | THE BOOM 中西圭三 やなわらばー Hánna 夕日コーラスキッズ                                                                              |                                              |
| 25 | 2010年8月7日        | KAN 山本潤子 スターダストレビュー FROM CRESCENT 夕日コーラスキッズ                                                                   |                                              |
| 26 | 2011年8月6日        | 財津和夫 尾崎亜美 キマグレン 夕日コーラスキッズ                                                                                      |                                              |
| 27 | 2012年8月4日        | 綾戸智恵 岡本真夜 キマグレン 史佳 夕日コーラスキッズ                                                                                 |                                              |
| 28 | 2013年8月10日       | 小椋桂 上妻宏光 史佳 Do As Infinity ひなた 夕日コーラスキッズ                                                                        |                                              |
| 29 | 2014年8月9日        | 渡辺美里 塩谷哲 華原朋美 本宮宏美 ひなた 史佳 Fumiyoshi 夕日コーラスキッズ                                                           |                                              |
| 30 | 2015年8月8日        | 矢井田瞳 スターダストレビュー 鈴木雅之 夕日コーラスキッズ ひなた                                                                     |                                              |
| 31 | 2016年8月6日        | Negicco PUFFY 織田哲郎 |                                              |
| 32 | 2017年8月11日       | Hilcrhyme LINDBERG 林田健司 文太郎 夕日コーラスキッズ                                                                                |                                              |
| 33 | 2018年8月11日       | 夏川りみ 中西保志 琴音 夕日コーラスキッズ                                                                                            |                                              |